# Décès en février 1972
Décès
- 1968
- 1969
- 1970
- 1971
- 1972
- 1973
- 1974
- 1975
- 1976

Pour une information complémentaire, voir la page d'aide.

| Date      | Nom             | Pays                 | Activités          | Âge | Source |
| --------- | --------------- | -------------------- | ------------------ | --- | ------ |
| 3 février | Jacques Le Cann | Drapeau de la France | Écrivain français. | 86  |        |